# Didier Bonnet

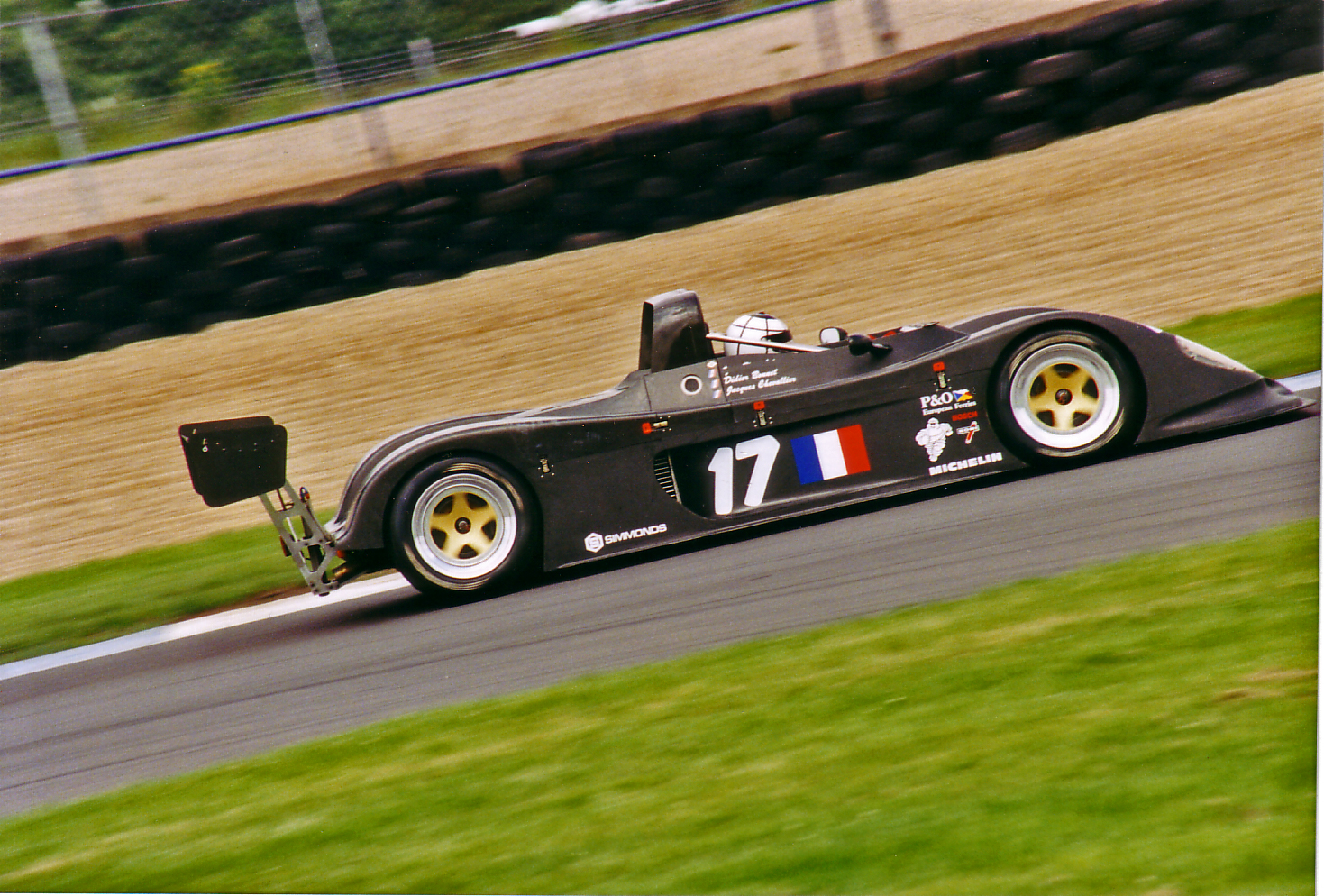
Didier Bonnet Debora LMP296 beim 2-Stunden-Rennen von Donington 1997

Didier Alain Michel Bonnet (* 28. April 1949 in Besançon; † 12. Januar 2011 ebenda) war ein französischer Autorennfahrer und Rennwagenkonstrukteur.

## Karriere als Fahrer
Bonnet war ein bekannter und erfolgreicher französischer Bergrennfahrer. Zwischen 1971 und 1983 konnte er an die 100 Bergrennen in der französischen und der europäischen Meisterschaft gewinnen. Als Sportwagenfahrer war sein größter Erfolg der elfte Rang beim 2,5-Stunden-Rennen von Kyalami 1998. Das Rennen zählte zur FIA-Sportwagen-Meisterschaft 1998 und wurde von Jérôme Policand und Gary Formato auf einem Riley & Scott Mk III gewonnen. Bonnet teilte sich das Cockpit eines Debora LMP297 mit Jean-Claude de Castelli und Philippe Favre. Der elfte Rang in der Gesamtwertung war gleichbedeutend mit dem Erfolg in der SR2-Klasse.

## Rennwagenkonstrukteur und Teamchef
In der Tradition seines Landsleute Jean Rondeau und Yves Courage begann Bonnet zu Beginn der 1990er-Jahre mit Konstruktion und Bau von Rennsportwagen. Wie bei Rondeau und Courage war das Ziel des eigenen Rennteams die Teilnahme am 24-Stunden-Rennen von Le Mans. Aus Bonnet Auto Racing wurde 1992 Debora. Die Eigenkonstruktionen basierte anfangs auf Tiga-Technik und kamen bis 2000 bei Sportwagenrennen zum Einsatz. Beste Platzierung eines Debora in Le Mans war der 20. Rang von Patrice Roussel, Eduoard Sezionale und Bernard Santal im LMP295 1995.

## Statistik

### Le-Mans-Ergebnisse
| Jahr | Team                     | Fahrzeug  | Teamkollege     | Teamkollege     | Platzierung | Ausfallgrund     |
| ---- | ------------------------ | --------- | --------------- | --------------- | ----------- | ---------------- |
| 1992 | Didier Bonnet Autoracing | Debora 92 | Gérard Tremblay | Jacques Heuclin | Ausfall     | Kupplungsschaden |

### Einzelergebnisse in der Sportwagen-Weltmeisterschaft
| Saison | Team          | Rennwagen | 1   | 2   | 3   | 4   | 5   | 6   |
| ------ | ------------- | --------- | --- | --- | --- | --- | --- | --- |
| 1992   | Didier Bonnet | Debora 92 | MON | SIL | LEM | DON | SUZ | MAG |
| 1992   | Didier Bonnet | Debora 92 | DNF |     |     |     |     |     |